# Giorgio Cagnotto
Giorgio Cagnotto, född den 2 juni 1947 i Turin, är en italiensk simhoppare.
Han tog OS-brons i svikthopp i samband med de olympiska simhoppstävlingarna 1980 i Moskva.